# Place des Bateliers
La place des Bateliers, est une place de la ville de Strasbourg, en France.

## Localisation
La place est située dans le quartier de la Krutenau, qui est englobé dans le quartier Bourse - Esplanade - Krutenau.
De forme triangulaire, on y accède par une entrée unique située rue des Bateliers.

## Transports en commun
L'arrêt de bus Bateliers de la ligne 10 se trouve à proximité.